# Jeune Femme au chapeau rond
Jeune Femme au chapeau rond est un tableau réalisé par le peintre français Édouard Manet vers 1877-1879. De format vertical, cette huile sur toile est le portrait à mi-corps d'une jeune femme aperçue par son profil gauche.
Vêtue d'une robe bleue et coiffée d'un chapeau noir à voilette, elle y apparaît comme imposante par le contraste avec le fond très terne, tenant un parapluie fermé à la main droite, qui comme l'autre est gantée.
Propriété de la Henry and Rose Pearlman Foundation, l'œuvre se trouve depuis 1976 en dépôt au musée d'Art de l'université de Princeton, à Princeton, dans le New Jersey, aux États-Unis,. Elle est promise au musée d'Art du comté de Los Angeles, à Los Angeles, en Californie.